# كوريا الجنوبية في دورة الألعاب الآسيوية 1974
شَاركَت كوريا الجنوبية في دورة الألعاب الآسيوية 1974 التي عُقِدت في طهران بإيران في الفَترة المُمتدَّة من 1 سبتمبر 1974 إلى 16 سبتمبر 1974. احتلَّت كوريا الجنوبية المرتبة الرَّابِعة في جدول الميداليات.